# コンクリートパネル
コンクリートパネル（コンパネ）とは、本来はコンクリートの型枠用合板のこと。建築現場において厚さ12mmの耐水ラワン合板を指す。
また本来の用途であるコンクリートの型枠以外にも、耐水性のある塗装を生かした屋外用の看板や、演劇の大道具セット制作の際の骨組み基本材料として使用される。普通のベニヤ板と異なり釘うちではなくネジで固定できるため、一旦制作後、ばらすこともでき、移動や再利用する際に重宝する。
メートル法による900mm×1800mmのサイズや、尺貫法によるサブロク板のサイズの合板が、基本として使用されている。
コンクリートを剥がしやすくするため、事前に剥離剤などを塗ってから型枠に使用するが、最初から塗ってある製品（パネコート）も存在する。